# Cushmanideidae
Cushmanideidae is een familie van kreeftachtigen uit de klasse van de Ostracoda (mosselkreeftjes).

## Geslachten
- Cushmanidea Blake, 1933
- Hulingsina Puri, 1958
- Pontocythere Dubovsky, 1939